# 若原智哉
若原智哉（1999年12月28日—），日本足球運動員，前日本20歲以下足球代表隊成員。現效力於日職球隊京都不死鳥。

## 俱乐部生涯
2018年，若原智哉在京都不死鳥开始足球生涯。

## 日本國家足球隊
若原智哉参加了2019年U-20世界盃。